# 찐꼬이
찐꼬이(베트남어: Trịnh Cối / 鄭檜 정회, ? ~ 1584년 10월 7일(음력 9월 4일))는 대월 후 레 왕조의 정치인, 찐 주의 제2대 군주(재위: 1570년)이다.

## 생애
찐끼엠의 첫째 아들이다. 준덕후(베트남어: Tuấn Đức Hầu / 俊德侯)로 봉해졌다.
찐찌 13년(1570년) 2월, 찐끼엠이 죽었다. 찐끼엠은 유명을 남겨 찐꼬이가 그를 대신해 군대를 통제하도록 하였다. 《대월사기전서》에 따르면 찐꼬이는 하루종일 주색에 깊이 빠져 있었고, 사졸들을 돌보지 않았다고 한다. 이 때문에 사병들은 마음이 떠나 배반하게 되었고, 찐꼬이의 명령을 듣고 싶지 않아 했다. 같은 해 4월 2일, 단무후(端武侯) 레껍데(黎及第), 문봉후(文鋒侯) 찐빈티에우(鄭永紹), 위양후(衛陽侯) 찐바(鄭栢), 내군공(萊郡公) 판꽁띡(潘公績) 등이 병변을 일으켜 안장(安場)의 행재(行在)를 야습해 찐꼬이의 동생 복량후(福良侯) 찐뚱을 군주로 세웠으며, 레 영종을 만뢰책(萬賴冊)으로 데리고 왔다. 찐꼬이는 소식을 듣고 군사를 이끌고 만뢰책 밖에 이르러 찐뚱과 대치하였다. 찐꼬이는 자신이 막 왕조의 병사와 찐뚱의 군대 사이에 있어 양쪽에서 공격을 받게 될 것으로 생각하였고, 형세가 불리하였으므로 병사를 나누어 각처를 지키지 않을 수 없었다.
8월, 막 왕조에서 찐끼엠이 죽었고 찐꼬이와 찐뚱이 쟁립하고 있다는 소식을 듣고 그 틈을 타 대장(大將) 막낀디엔을 보내 군사를 이끌고 남하하도록 하였다. 찐꼬이는 막낀디엔과 교전하였으나 패배하였고, 투항하여 충량후(Trung Lương Hầu/忠良侯)로 봉해졌다. 이후 충군공(忠郡公)으로 승작되었다.
꽝흥 7년 9월 초사일(1584년), 찐꼬이가 막 왕조에서 사망하였다. 막 왕조에서는 사람을 보내 찐꼬이의 영구를 후 레 왕조로 돌려보냈고, 또한 찐꼬이의 모친과 처자에게 귀장하도록 허락했다. 찐뚱은 그의 영구를 안정군(安定軍)의 안산(安山) 오른쪽에 안장하였고, 레 세종에게 상소하여 찐꼬이의 죄를 사면해 줄 것을 요청하였다. 세종은 찐꼬이에게 태위(太尉), 충군공(Trung Quận Công/忠郡公)을 추증하였고, 그의 아들 찐섬(鄭𣛧)에게 상복을 입도록 허락했다. 이후 다시 달의공(Đạt Nghĩa Công/達義公)으로 추봉되었다.
찐꼬이의 후예들은 후 레 왕조에서 많이 향시에 참가하여 향공(鄕貢)에 합격하기도 했다. 그 중 찐단(鄭檀)은 관직이 지부(知府)에 이르렀고, 그의 먼 지적(支嫡) 현손인 찐똔(鄭樽)은 해방(該房)의 봉사(奉祀)가 되었다.
| 전 임 찐끼엠 | 제2대 대월 후 레 왕조 찐 주의 군주 1570년 | 후 임 찐뚱 |

## 같이 보기
- 찐뚱